# Centro de Arte y Medios Tecnológicos de Karlsruhe (ZKM)
Fundado en 1989, el ZKM | Centro de Arte y Medios Tecnológicos de Karlsruhe (en alemán: ZKM | Zentrum für Kunst und Medien) es una institución cultural qué, desde 1997, se localiza en un edificio industrial histórico de la ciudad de Karlsruhe en Alemania que anteriormente albergó una fábrica de municiones. 
El ZKM organiza exposiciones especiales y acontecimientos temáticos, lleva a cabo proyectos de investigación, trabajos en el campo de los nuevos medios de comunicación.
- Datos: Q191228
- Multimedia: ZKM Karlsruhe / Q191228